# レズリー・シクラ
レズリー・シクラ（Leslie Cikra、女性、1990年12月12日 - ）はアメリカ合衆国の元バレーボール選手である。

## 選手キャリア
オハイオ州クリーブランド出身。バレーボールを始めたのは2005年からで、テネシー大学に入学し、NCAA女子バレーボール選手権ディビジョンIに出場した実績がある。2013-14シーズンからプロ選手となり、フランスリーグのイスネル（イタリア語版）と契約した。
1年間活動を停止したのち、2015年5月2日に韓国バレーボール連盟がカリフォルニア州アナハイムで実施したトライアウトに合格し、指名を受けた韓国道路公社ハイパスに移籍した。2016年4月の同連盟トライアウトにも参加して合格し、韓国道路公社と再契約した。

## 所属チーム
- テネシー大学（2009-2012年）
- イストル（イタリア語版）（2013-2014年）
- 韓国道路公社ハイパス（2015-2016年）